# Winklern bei Oberwölz
Winklern bei Oberwölz è una frazione di 344 abitanti del comune austriaco di Oberwölz, nel distretto di Murau (Stiria). Già comune autonomo, il 1º gennaio 2015 è stato fuso con i comuni di Oberwölz Stadt, Oberwölz Umgebung e Schönberg-Lachtal per costituire la nuova città-comune (Stadtgemeinde).